# Society (película)
Society (Sociedad de mutantes en México y Alta Sociedad en Argentina) es una película de coproducción estadounidense-japonesa de terror de 1989 dirigida por Brian Yuzna. Fue realizada en 1989 pero solo fue oficialmente lanzada en Estados Unidos en 1992. Es protagonizada por Billy Warlock, Devin DeVasquez, Evan Richards y Ben Meyerson. El encargado de los efectos especiales fue Screaming Mad George.
Realizada en 1989 pero oficialmente lanzada en Estados Unidos en 1992, Society fue vista inicialmente como una entrada menor en el subgénero del cine de terror conocido como "body horror", pero con el tiempo fue revaluada.

## Argumento
Bill Whitney parecía tenerlo todo. Su adinerada familia vivía en una mansión en Beverly Hills, California, era muy popular en la escuela, tenía su propio Jeep Wrangler, podría ser el presidente del curso si así lo quisiera y su novia era la jefa de las animadoras. Todo parecía perfecto en su vida, pero a pesar de esto el sentía que él no cuadraba en su mundo de la alta sociedad del todo. Cuando el exnovio de su hermana Blanchard (Tim Bartell) le entrega una grabación de lo que parecía una orgía asesina, Bill empieza a comprender sus sentimientos.
Bill decide dejarle la grabación a su terapeuta Dr. Cleveland (Ben Slack) para que escuchara lo que él había escuchado pero cuando el Dr. Cleveland la escucha el sonido ha cambiado y ahora solo contiene sonidos de su hermana Jenny (Patrice Jennings) invitándolo a ir a una fiesta. Asombrado Bill insiste a su terapeuta lo que él había escuchado y le vuelve a pasar otra copia. Cuando llega al lugar de encuentro se da cuenta de que Blanchard ha tenido un accidente y su cuerpo es puesto en una ambulancia sin que su rostro sea visto.
Bill fue invitado a una fiesta en casa de su compañero Ferguson (Ben Meyerson) y estando allí su compañero le confirmó que lo que había en la cinta si eran unos sonidos similares a una orgía, por lo cual Bill quedó todavía más enojado y confundido.  Salió de la fiesta con Clarissa (Devin DeVasquez), una chica que siempre le había llamado la atención, tuvieron relaciones sexuales intensas y luego conoció a la madre de Clarissa (Pamela Matheson).
Al retornar al siguiente día a su casa Bill, se encuentra con sus padres (Connie Danese y Charles Lucia) y su hermana quienes estaban vestidos en ropa interior. Se dirigen al funeral de Blanchard y estando allá se dan cuenta con su amigo Milo (Evan Richards) que algo raro ocurre con el cadáver de Blanchard. Luego de esto Bill se acerca a su opositor en la presidencia del colegio Martin Petrie (Brian Bremer) y concretan una reunión secreta . Cuando Bill llega al lugar de la reunión encuentra a Petrie con la garganta cortada y ve que alguien se aleja en medio del bosque. Corre en busca de la policía pero cuando llegan al sitio el cuerpo ya no se encuentra allí.
Con ayuda del Dr. Cleveland, Bill es drogado por Milo y conducido a un hospital donde se despierta creyendo escuchar los gritos de Blanchard. Al salir del hospital su amigo Milo intenta prevenirlo pero Bill coge su Jeep y se regresa a casa.
Llegando, Bill encuentra que están dando una gran fiesta en su casa. El Dr. Cleveland lo sujeta del cuello y le dice que él sabe todos los secretos que ha estado buscando, que él no hace parte de su familia sino que es una especie diferente. Para demostrárselo traen a Blanchard vivo y todos los invitados de la fiesta empiezan a fusionarse y a extraer todos los nutrientes del cuerpo de Blanchard. Es ahí donde Bill decide escapar con ayuda de Milo y Clarisa.

## Elenco
- Billy Warlock es Bill Whitney.
- Connie Danese es Nan Whitney.
- Ben Slack es Dr. Cleveland
- Evan Richards es Milo.
- Patrice Jennings es Jenny Whitney.
- Tim Bartell es Blanchard.
- Charles Lucia es Jim Whitney.
- Heidi Kozak es Shauna.
- Brian Bremer es Martin Petrie.
- Ben Meyerson es Ferguson.
- Devin DeVasquez es Clarissa Carlyn.
- Marie Claise es Sally.
- Conan Yuzna es Jason.
- Jason Williams es el amigo de Jason.
- Pamela Materson es Mrs. Carlyn

## Lanzamiento
La sociedad fue un éxito en Europa pero fue archivado por varios años antes de ser lanzada en Estados Unidos. Según dijo el director de la película “Los europeos están más abiertos a aceptar este tipo de películas con ideas diferentes. Es por esta razón que fue un éxito en Europa y fue tomado como una broma en Estados Unidos. Cada uno responde a ideas y pensamientos distintos”.
En 1990, La Sociedad ganó un premio de plata por Mejor maquillaje en e Festival Internacional de cine de fantasía en Bruselas.
En 2010 fue votada entre el top 100 de las películas de terror quedando en el puesto 78 de dicha lista.

## Adaptaciones
La compañía escocesa de libros de cómic Rough Cut Comics compró los derechos de La sociedad en 2002 produciendo una saga oficial y en 2003 se sacó una nueva edición de La Sociedad: Fiesta Animal escrita por Colin Barr.

## Enlaces de interés
- Tráiler(inglés)